# Sempervivum transcaucasicum
Sempervivum transcaucasicum är en fetbladsväxtart som beskrevs av Muirh.. Sempervivum transcaucasicum ingår i släktet taklökar, och familjen fetbladsväxter. Inga underarter finns listade i Catalogue of Life.